# Andrena niveobarbata
Andrena niveobarbata är en biart som beskrevs av Nurse 1904. Andrena niveobarbata ingår i släktet sandbin, och familjen grävbin. Inga underarter finns listade i Catalogue of Life.